# Скоња Супериоре (Ла Специја)
Скоња Супериоре је насеље у Италији у округу Ла Специја, региону Лигурија.
Према процени из 2011. у насељу је живело 14 становника. Насеље се налази на надморској висини од 595 м.